# Sarvestán
Sarvestán (en persa: سروستان, Sarvestân, "tierra de cedros"; de sarv "cedro" (ciprés) y el sufijo -stán, -están, "tierra"; también romanizado como Sarvestān o Sarvistān) es una ciudad, capital del condado de Sarvestán, provincia de Fars, Irán. Se encuentra a 80 kilómetros al sureste de Shiraz, la capital provincial de Fars. En el censo de 2006, su población era de 16.846 habitantes, en 4094 familias, La mayoría de etnia persa. 
En Sarvestán se cultivan muchas plantas tropicales y subtropicales como trigo, pistachos, olivos). El yogur de Sarvestán es muy famoso.
En la ciudad se encuentra el Palacio de Sarvestán, reconocido  el 30 de junio de 2018 por la Unesco como Patrimonio de la Humanidad, parte del «Paisaje arqueológico sasánida de la región del Fars» (ref. n.º 1568-008).

## Historia

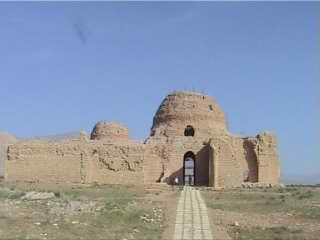
Palacio de Sarvestán.

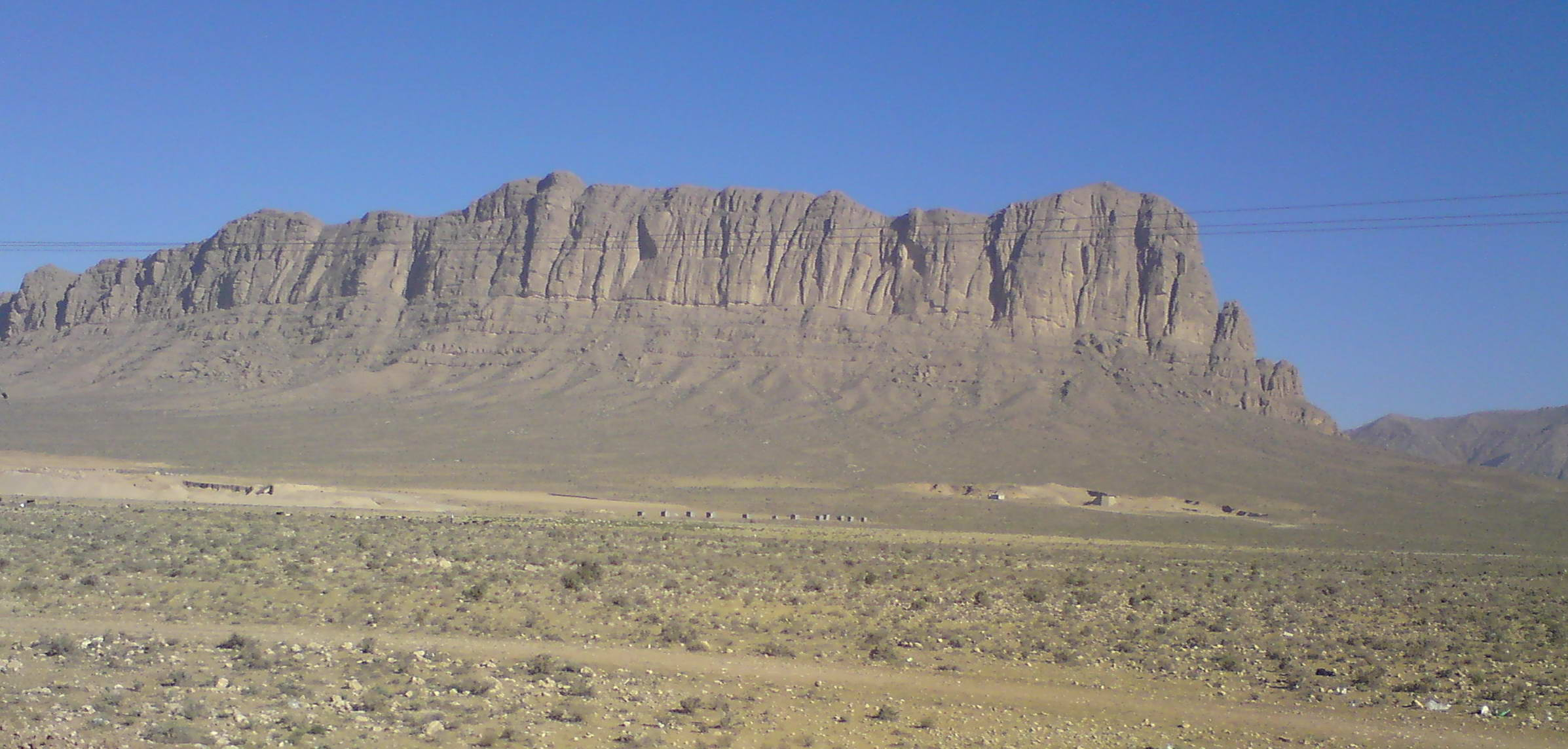
Montaña del castillo escapado en Sarvestán.

La historia de Sarvestán se remonta a unos 2600 años, cuando los aqueménidas establecieron el Imperio persa. El monumento sasánida del palacio de Sarvestán de adobe (Kaje Sasan) se encuentra en el sureste de la ciudad a 90 km de Shiraz. Los expertos creen que el monumento fue construido durante la era dinástica sasánida (224-651). Sin embargo, según un estudio de Lionel Bier (1986), la estructura que se ha conservado se erigió entre el 750 y el 950, en la época islámica. Su núcleo consiste en una sala abovedada, con iwán. La disposición de esta sala, con cierta similitud con la forma básica del clásico chahartaq llevó a suponer que también podría haber sido un templo zoroastriano, probablemente un templo de fuego. El monumento fue registrado en la lista del Patrimonio Nacional de Irán en 1956, pero lamentablemente el sitio está en peligro como resultado de restauraciones no profesionales. 
En el centro del pueblo se encuentra el Imamzadeh Pol, mausoleo del jeque Yusuf Sarvistani, que data de 1283 y tiene también la forma de un chahartaq con una estructura cuadrada abierta a los lados, fuertemente inspirada en el anterior palacio sasánida. Estaba adyacente a otro mausoleo de la época mongol, ahora en ruinas, que alberga la tumba de Mohammad al-Bayzavi y data de 1310.